# Paepalanthus chloronema
Paepalanthus chloronema är en gräsväxtart som beskrevs av Silveira. Paepalanthus chloronema ingår i släktet Paepalanthus och familjen Eriocaulaceae. Inga underarter finns listade i Catalogue of Life.